# Praia do Siqueira
A Praia do Siqueira localiza-se a cinco quilômetros do centro de Cabo Frio, no estado do Rio de Janeiro, no Brasil.
Praia lacustre, às margens da Lagoa de Araruama, tem dois quilômetros de extensão. As suas águas apresentam temperaturas entre 24°C e 26°C, nelas sendo desenvolvida a pesca do camarão.
A praia é limitada por um calçadão iluminado, onde se situam quiosques com música ao vivo. Na praça Júlia Fonseca, que lhe é fronteira, ergue-se a Igreja de São Pedro, padroeiro dos pescadores.